# Ondřej Sosenka

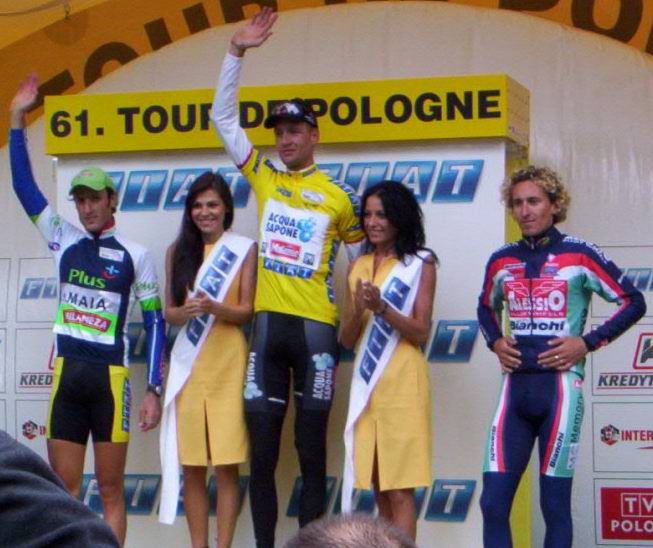
Ondřej Sosenka (in gelb) bei der Polen-Rundfahrt 2004

Ondřej Sosenka (* 9. Dezember 1975 in Prag) ist ein ehemaliger tschechischer Radrennfahrer und nationaler Meister im Radsport.

## Sportliche Laufbahn
Die größten Erfolge von Ondřej Sosenka waren der Gewinn der Internationalen Friedensfahrt 2002 und der Polen-Rundfahrt 2001 und 2004. Am 19. Juli 2005 stellte er in Moskau im Olympischen Radstadion in Krylatskoje mit 49,700 Kilometern einen neuen Stundenweltrekord auf und überbot damit den rund fünf Jahre alten Weltrekord des Briten Chris Boardman von 49,441 Kilometern. Dies war der zweite Stundenweltrekord nach neuem Reglement, da der Weltradsportverband UCI nur noch Rekorde anerkannte, die mit Fahrrädern erreicht werden, die dem technischen Stand von 1972 entsprachen. Nach neuerlicher Regeländerung wurde Sosenkas Stundenweltrekord am 18. September 2014 von Jens Voigt überboten.
Der Zeitfahrspezialist Sosenka wurde viermal tschechischer Meister im Einzelzeitfahren.
Am 29. August 2008 wurde bekannt, dass es bei Sosenka im Rahmen der tschechischen Meisterschaften eine positive A-Probe auf Methamphetamine gab. Seine Mannschaft suspendierte ihn mit sofortiger Wirkung bis zur Öffnung der B-Probe. Anschließend wurde er für zwei Jahre gesperrt.

## Palmarès
- 1998, 2000, 2001 Tour de Bohemia
- 1999 Slowakei-Rundfahrt
- 2001, 2004 Polen-Rundfahrt
- 2002 Friedensfahrt
- 2005 Chrono des Herbiers
- 2001, 2002, 2005 und 2006 Tschechischer Meister Zeitfahren

## Teams
- 1998 Riso Scotti-MG Maglificio (Stagiaire)
- 2000 PSK-Unit Expert
- 2001–2003 CCC Polsat
- 2004–2006 Acqua & Sapone
- 2007 Action-Uniqa Action-Uniqa
- 2008 PSK Whirlpool-Author

## Ehrungen
Er wurde 2005 Gewinner der jährlichen Umfrage zum Král cyklistiky (Radsportkönig) des Radsportverbandes Československý svaz cyklistiky.